# القسم المركزي (مقاطعة دماوند)
القسم المركزي (بالفارسية: بخش مرکزی شهرستان دماوند) هي بلدة تقع في إيران في طهران. يقدر عدد سكانها بـ 70,608 نسمة .